# StumbleUpon
StumbleUpon е плъгин за уеб браузър и интернет общност, които позволяват на потребителите да откриват и оценяват уеб страници, снимки и видео. Съдържанието се показва след натискане на бутона Stumble! на лентата с инструменти на браузъра. StumbleUpon избира коя страница да бъде показана на базата на потребителските гласувания за предишни страници, гласуванията на неговите/нейните приятели и гласуванията на други потребители със сходни интереси. Като цяло StumbleUpon е система за препоръчване, която използва някои принципи на социална мрежа.
Потребителите могат да оценяват всяка уеб страница положително (thumbs up) или отрицателно (thumbs down). Съществуват версии на лентата с инструменти за Firefox, Mozilla Application Suite и Internet Explorer, които работят и при някои независими базирани на Mozilla браузъри.
StumbleUpon се разработва от Гарет Камп, Джоф Смит, Джъстин Лафранс и Ерик Бойд.
eBay купува StumbleUpon през май 2007 за 75 милиона щатски долара.